# Hans-Joachim Krusch (Historiker)
Hans-Joachim Krusch (* 29. Oktober 1935 in Breslau; † 20. Februar 2004) war ein deutscher Historiker. Er arbeitete vor allem zur Arbeiterbewegung in der frühen Weimarer Republik, zum Kapp-Putsch und zur Zwangsvereinigung von KPD und SPD zur SED.

## Leben und Werk
Krusch absolvierte nach der Umsiedlung aus Schlesien zunächst eine Lehre und besuchte die Arbeiter-und-Bauern-Fakultät in Leipzig. Anschließend studierte er Geschichte an der Karl-Marx-Universität in Leipzig bei Ernst Engelberg, Walter Markov und Josef Schleifstein. Von 1958 bis 1990 war er Mitarbeiter am Institut für Marxismus-Leninismus beim ZK der SED in Ost-Berlin. Er promovierte dort im Dezember 1964 bei Eberhard Wächtler und Horst Naumann über „Der Kampf der Bergarbeiter und anderer Werktätiger unter Führung der KPD im Zwickau-Oelsnitzer Steinkohlenrevier in der Zeit von Ende 1922 bis zum Sturz der Cuno-Regierung“ und war von 1969 bis 1977 Sektorleiter im Institut. 1971 erfolgte seine Promotion B bei Ernst Diehl und Günter Benser mit einer gemeinsam mit Erwin Könnemann vorgelegten Arbeit über den Kapp-Putsch.
Von 1978 bis 1989 war Krusch Stellvertretender Abteilungsleiter am Institut und ab September 1985 auch ordentlicher Professor. 1985 erhielt er den Vaterländischen Verdienstorden in Bronze. Ab 1989 gehörte er dem Präsidium der Historiker-Gesellschaft der DDR an. 1990 wurde er wissenschaftlicher Mitarbeiter am Institut für die Geschichte der Arbeiterbewegung in Berlin. Seine Stelle wurde Ende 1990 abgewickelt. Krusch erhielt Altersübergangsgeld und war seit 1995 Rentner.
Krusch war Ende der 1990er Mitglied des Marxistischen Forums bei der PDS. Von 1992 bis 2004 war er Sprecher des Marxistischen Arbeitskreises zur Geschichte der Arbeiterbewegung bei der PDS. Nach schwerer Krankheit verstarb er 2004 und liegt auf dem Kirchhof St. Bartholomäus begraben.

## Veröffentlichungen (Auswahl)
- Die Klassenschlachten im Jahre 1923. Unter besonderer Berücksichtigung der Bergarbeiterbewegung im Zwickau-Oelsnitzer Steinkohlenrevier. SED, [Karl-Marx-Stadt] 1964.
- Um die Einheitsfront und eine Arbeiterregierung. Zur Geschichte der Arbeiterbewegung im Bezirk Erzgebirge-Vogtland unter besonderer Berücksichtigung des Klassenkampfes im Zwickau-Oelsnitzer Steinkohlenrevier von Januar bis August 1923. 1. Auflage. Verlag Tribüne, Berlin 1966.
- mit Erwin Könnemann: Aktionseinheit contra Kapp-Putsch. Der Kapp-Putsch im März 1920 und der Kampf der deutschen Arbeiterklasse sowie anderer Werktätiger gegen die Errichtung der Militärdiktatur und für demokratische Verhältnisse. 1. Auflage. Dietz, Berlin 1972.
- mit Erwin Könnemann: Aktionseinheit gegen Kapp-Putsch. (Illustrierte historische Hefte: Heft 23), Deutscher Verlag der Wissenschaften, Berlin 1980, DNB 810296780.
- mit Josef Gabert u. Andreas Malycha: Einheitsdrang oder Zwangsvereinigung? Die Sechziger-Konferenzen von KPD und SPD, 1945 und 1946. Dietz, Berlin 1990, ISBN 3-320-01595-8.
- mit Günter Benser (Hrsg.): Dokumente zur Geschichte der kommunistischen Bewegung in Deutschland. (Reihe 1945/1946). Saur, München 1993.
- Zum deutschen Neuanfang 1945–1949. Tatsachen, Probleme, Ergebnisse, Irrwege: die Arbeiterbewegung und die Entstehung der beiden deutschen Staaten. Pahl-Rugenstein, Bonn 1993, ISBN 3-89144-181-9.
- Irrweg oder Alternative? Vereinigungsbestrebungen der Arbeiterparteien 1945/46 und gesellschaftspolitische Forderungen. Pahl-Rugenstein, Bonn 1996, ISBN 3-89144-217-3.
- Linksregierungen im Visier. Reichsexekutive 1923. GNN-Verl, Schkeuditz 1998, ISBN 3-932725-59-X.
- (Hrsg.): Deutschland heute. Wohin? GNN-Verl, Schkeuditz 1999, ISBN 3-89819-013-7.
- (Hrsg.): Sozialistische Bewegung gegen Militarismus und Krieg. Erfahrungen und Lehren [Materialien der Konferenz Sozialistische Bewegung gegen Militarismus und Krieg. Erfahrungen und Lehren; am 25. und 26. März 2000 in Berlin]. GNN-Verl, Schkeuditz 2000, ISBN 3-89819-039-0.
- mit Werner Müller (Hrsg.): Sozialistische Bewegung gegen Militarismus und Krieg. Erfahrungen und Lehren. GNN, Schkeuditz 2000, ISBN 3-89819-039-0.